# Montanidion kuantanense
Genre
Espèce
Montanidion kuantanense, unique représentant du genre Montanidion, est une espèce d'araignées aranéomorphes de la famille des Theridiidae.

## Distribution
Cette espèce est endémique de Malaisie péninsulaire,.

## Étymologie
Son nom d'espèce, composé de kuantan et du suffixe latin -ensis, « qui vit dans, qui habite », lui a été donné en référence au lieu de sa découverte, Kuantan.

## Publication originale
- Wunderlich, 2011 : Extant and fossil spiders (Araneae). Beiträge zur Araneologie, vol. 6, p. 1-640.